# Villalube
Villalube – gmina w Hiszpanii, w prowincji Zamora, w Kastylii i León, o powierzchni 39,95 km². W 2011 roku gmina liczyła 199 mieszkańców.